# Aufidiusz Bassus
Aufidius Bassus (I wiek) – historyk rzymski.
Był autorem dwóch dzieł. Pierwsze, zatytułowane Libri belli Germanici (Księgi wojny z Germanami) dotyczyło wojen Tyberiusza z plemionami germańskimi. Drugim jego dziełem były Historiae (Dzieje), zaczynające się od śmierci Cezara do czasów współczesnych autorowi. Do czasów obecnych zachował się z tej pracy tylko zacytowany przez Senekę Starszego fragment opisu śmierci Cycerona. 
Z Historiae korzystał Tacyt do opisu czasów panowania Tyberiusza oraz Kasjodor do sporządzania list konsulów. Po śmierci Bassusa dzieło było kontynuowane przez Pliniusza Starszego pod tytułem A fine Aufidii Bassi (Od zakończenia dzieła Aufidiusza Bassusa). 